# Marcos Croce
Marcos Francisco Croce, spesso citato come Marcos Crocce (6 marzo 1894 – 10 luglio 1978), è stato un calciatore argentino, di ruolo portiere.

## Palmarès

### Club

#### Competizioni nazionali
- Copa Campeonato: 3

Racing Club: 1916, 1917, 1918
- Copa Ibarguren: 3

Racing Club: 1916, 1917, 1918
- Copa de Honor Municipalidad de Buenos Aires: 1

Racing Club: 1917
- Primera División (AAm): 3

Racing Club: 1919, 1921, 1925

#### Competizioni internazionali
- Copa Ricardo Aldao: 2

Racing Club: 1917, 1918